# Steal Hear
Steal Hear è il sesto album del rapper statunitense Coolio. È uscito il 28 ottobre 2008 prodotto da Super Cool Ent.

## Tracce
1. Gangsta Walk" (featuring Snoop Dogg) - 3:57
2. Cruise Off - 4:57
3. They Don't Know (featuring Black Orchid) - 3:54
4. It's On - 3:46
5. Boyfriend (featuring A.I.) - 3:33
6. Do It (featuring Goast) - 4:19
7. Lady and a Gangsta (featuring K-La) - 4:24
8. Make Money (featuring Gangsta Lu) - 4:16
9. Back It Up Now (featuring Vizhun, Goast and Emo) - 3:52
10. Keep It Dancing - 3:49
11. Dip It (featuring Gangsta Lu) - 3:31
12. Motivation (featuring A.I.) - 4:26
13. One More Night (featuring L.V.) - 4:08
14. Here We Come - 4:37
15. Keep It Gangsta - 4:13